# Aaron Norris
Aaron Norris (Gardena, 23 novembre 1951) è un regista, produttore cinematografico e produttore televisivo statunitense.

## Biografia
Aaron Norris, di origini irlandesi e Cherokee, è il fratello minore del noto produttore e attore Chuck Norris. Durante la guerra del Vietnam, sia Aaron che suo fratello Wieland Clyde Norris (1943-1970) si arruolarono nella United States Army: Aaron sopravvisse ma suo fratello venne ucciso in azione.
Aaron inizia la sua carriera nel 1974 apparendo come stuntman nel film Johnny lo svelto e interpretando sempre lo stesso ruolo in altri film come Commando Black Tigers, The Octagon, Break dance, A gabbia nuda e Colpo di fulmine - Il mago della truffa. Detiene il record delle cinture nere in America Tang So Do e Chun Kuk Do sotto la supervisione del fratello. Nel 1982 inizia la sua carriera come produttore nel film Terrore in città prodotto e interpretato dal fratello. 
Nel 1988 dirige, per la prima volta, il fratello Chuck nell'ultimo capitolo della saga di guerra Missing in Action, Braddock: Missing in Action III. Sempre nello stesso anno dirige La collina dell'onore uno dei pochi film che dirige in cui non compare il fratello. Dagli anni novanta dirige il fratello in molti film: Omicidio incrociato (1991), Pugno d'acciaio (1992), Hellbound - All'inferno e ritorno (1994), Il cane e il poliziotto (1995) e Forest Warrior (1996). È regista di molti episodi della celebre serie Walker Texas Ranger dal 1996 al 2001 co-producendola anche.
Lavora come produttore in numerose pellicole come La vendetta di Logan (1998), The President's Man 2 - Attacco al centro del potere (2002), e la fiction televisiva Sons of Thunder (1999), mentre nel 2005 dirige Walker Texas Ranger - Processo infuocato, seguito della serie televisiva.

## Filmografia

### Regista
- Braddock: Missing in Action III (1988)
- La collina dell'onore (Platoon Leader) (1988)
- Colombia Connection - Il massacro (Delta Force 2: The Colombian Connection) (1990)
- Omicidio incrociato (The Hitman) (1991)
- Pugno d'acciaio (Sidekicks) (1992)
- Good Cop/Bad Cop (1993)
- Hellbound - All'inferno e ritorno (Hellbound) (1994)
- Il cane e il poliziotto (Top Dog) (1995)
- Walker Texas Ranger (Walker, Texas Ranger) – serie TV, 4 episodi (1996)
- L'ultimo guerriero (Forest Warrior) (1996)
- Walker Texas Ranger - Processo infuocato (Walker, Texas Ranger: Trial by Fire) - film TV (2005)

### Produttore
- Terrore in città (Silent Rage), regia di Michael Miller (1982)
- Una magnum per McQuade (Lone Wolf McQuade) (1983)
- Ripper Man (1995)
- La vendetta di Logan (Logan's War: Bound of Honor), regia di Michael Preece – film TV (1998)
- Sons of Thunder – serie TV (1999)
- The President's Man (2000)
- The President's Man 2 (2002)
- Walker Texas Ranger – serie TV,  18 episodi (1999-2005)
- Walker Texas Ranger - Processo infuocato (Walker Texas Ranger: Trial of Fire), regia di Aaron Norris – film TV (2005)
- Cuore di vetro (2009)
- Everyday Life (2009)